# USS John Paul Jones (DDG-53)
Pour les articles homonymes, voir USS John Paul Jones, Jones et John Paul Jones.
L’USS John Paul Jones (DDG-53) est un destroyer américain, troisième navire de la classe Arleigh Burke. Commissionné en 1993 et toujours en service en 2014, il est nommé d'après le militaire de la guerre d'indépendance des États-Unis John Paul Jones. Il a été construit au chantier naval Bath Iron Works dans le Maine et son port d’attache est la base navale de San Diego. Il appartient au Carrier Strike Group 11.

## Histoire du service
Le 7 octobre 2001, il tire des BGM-109 Tomahawk contre l'Afghanistan dans le cadre de l'opération Enduring Freedom.

## Dans la culture populaire
Il est notamment mis en avant dans le film Battleship (2012), apparaît également dans la dernière mission du jeu vidéo Homefront (2011) et il est aussi l'un des destroyers protagonistes du roman 2034 d'Elliot Ackerman et James Stavridis.